# Вайнер, Леонид Яковлевич
Леонид Яковлевич Вайнер (17 марта 1897 — 26 ноября 1937) — советский военный деятель, комкор, военный советник при главнокомандующем Монгольской Народной Республики.

## Биография
Леонид Яковлевич Вайнер родился в Горловке в семье портного при руднике № 5 в 1897 году.
Работал коногоном на шахте № 5. В 1915 году во время забастовки был арестован и досрочно призван в армию. В 1917 году закончил службу в старой армии младшим унтер-офицером. Участник первой мировой войны.
В ноябре 1917 года сформировал красногвардейский кавалерийский отряд. В годы Гражданской войны - командир партизанского красногвардейского отряда, командир Луганского кавалерийского полка коммунистической бригады 10-й армии, Камышанской стрелковой бригады, 1-й Донецкой особой бригады, Особой кавалерийской бригады 1-й конной армии, 132-й пластунской бригады, 60-й стрелковой бригады. Участник борьбы против войск Польши на территории Украины в 1920 году.
За успешное проведение боёв в 1919 и 1920 годах дважды награждён орденом Красного Знамени (1921, 1923). 
После гражданской войны окончил Военно-академические курсы высшего комсостава РККА (1923). С августа 1923 по октябрь 1924 года находился в распоряжении Главного управления РККА. С октября 1924 по апрель 1927 года начальник и военком Северо-Кавказской кавалерийской школы горских национальностей в Краснодаре.
С мая 1927 — командир и военком 9-й Крымской кавалерийской дивизии, с октября 1929 — 6-й Чонгарской кавалерийской дивизии, с августа 1933 — 3-го кавалерийского корпуса. 
26 января—10 февраля 1934 года делегат XVII съезда ВКП(б).
В 1935 году отозван в распоряжение Разведуправления Штаба РККА. В мае 1935 года направлен в правительственную командировку в Монгольскую Народную Республику на должность Главного военного советника при военном министерстве МНР. В 1936 году награждён монгольским орденом «Полярная Звезда» за разгром японцев при озере Буйр-Нуур. 
Арестован 15 августа 1937 г. Приговорён 26 ноября 1937 года к ВМН по обвинению в участии в военном заговоре. Реабилитирован посмертно 14 мая 1955.

### Семья
Брат — Марк Яковлевич Вайнер, также работал на пятом руднике, в 1917 году избран членом исполкома Совета рабочих депутатов в Горловско-Щербиновском районе. С октября 1917 по март 1918 года был военным комендантом станции Никитовка.

## Награды
- Орден Ленина (27.01.1937) — за большие заслуги в деле боевой и политической подготовки боевых частей[4]
- 2 ордена Красного Знамени (10.02.1921, 4.08.1923)[5]
- Орден Красной Звезды (27.05.1934)
- орден Полярной Звезды (Монголия, 1936)